# Мохамед аль-Сінді
Мохамед аль-Сінді (Mohamed Abdo Al-Sindi; 4 квітня 1952) — єменський адвокат та дипломат, який був послом та заступником постійного представника Ємену в ООН з 1998 по 2001, та начальником протоколу (1994—1998). Нині є представником Арабського центру стратегічних досліджень при ООН.

## Ранні роки та навчання
Мохамед народився в 4 квітня 1952 року в Аденській колонії. Отримав ліцензію адвоката в Аденському університеті та свідоцтво про міжнародні відномини в Національній школі адміністрації. Також є випускником Міжнародного інституту прав людини, Паризького університету, Навчального та дослідницького інституту Організації Об'єднаних Націй, Колумбійського університету.

## Дипломатична кар'єра
З 1987 по 1990 рік Аль-Сінді був радником у посольстві Ємену у Франції;з 1990 по 1994 рік повноважнений посланець при посольстві Ємену в Нідерландах. 1994—1998 Начальник протоколу Ємену який є головним органом національного та міжнародного дипломатичного протоколу в Ємені. Був призначений послом і заступником Постійного представника Ємену при Організації Об'єднаних Націй 1998—2001. Будучи одним із популярних дипломатів Ємену, Аль-Сінді виступає за багатосторонні рішення гуманітарних, соціальних та глобальних проблем охорони здоров'я. Аль-Сінді був радником Саміту тисячоліття.

## Академічна кар'єра
З 2001 року Аль-Сінді є представником Арабського центру стратегічних досліджень, аналітичного центру президента Алі Насіра Мухаммеда при ООН. Серед інших нагород, він був обраний почесним членом Sigma Xi.

## Особисте життя
Мухамед та його дружина Асія. Мають резиденцію в Фервью, Нью-Джерсі. Мають трьох синів та дві дочки.